# Valle de Teotihuacán
El valle de Teotihuacán es una región natural localizada en el noreste del estado de México (centro sur de la República Mexicana). Forma parte de la cuenca de México, que hasta el siglo XVIII permaneció como una cuenca endorreica. A partir de entonces, el valle de México contó con una salida al golfo de México, que tenía como propósito la desecación del lago de Texcoco. Precisamente en este vaso lacustre desembocaba la principal corriente de agua del valle de Teotihuacán, el río San Juan, que fue un recurso estratégico para el desarrollo de la gran ciudad de Teotihuacán, y en la actualidad se encuentra a punto de desaparecer, a causa de la disminución de las lluvias en el centro de México (Teotihuacán).